# ألان س. أشتون
ألان س. أشتون (بالإنجليزية: Alan Ashton)‏ هو عالم حاسوب وشخصية أعمال أمريكي، ولد في 7 مايو 1942 في سولت ليك في الولايات المتحدة.